# Moca (Guinea Equatorial)
Moca és un municipi de Guinea Equatorial, de la província de Bioko Sud a la Regió Insular.
Deu el seu nom a un rei bubi anomenat Möókáta, que literalment significa "Rei Moka", qui va estar en el poder entre els anys 1835 i 1845, per tornar a regnar el 1875 fins al 1898 durant la Dinastia Bahítáari.